# Altstädter Kirche (Hofgeismar)

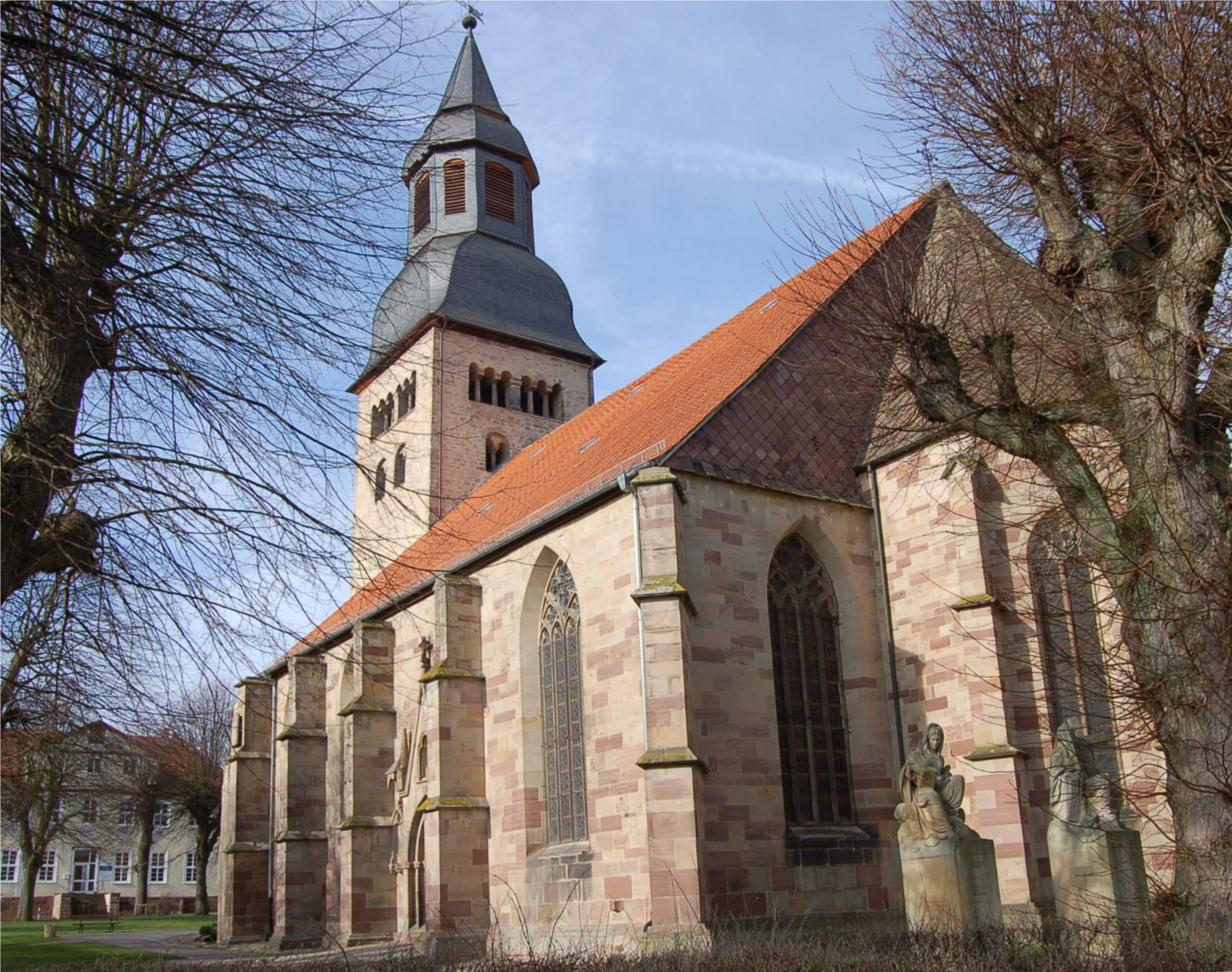
Altstädter Kirche

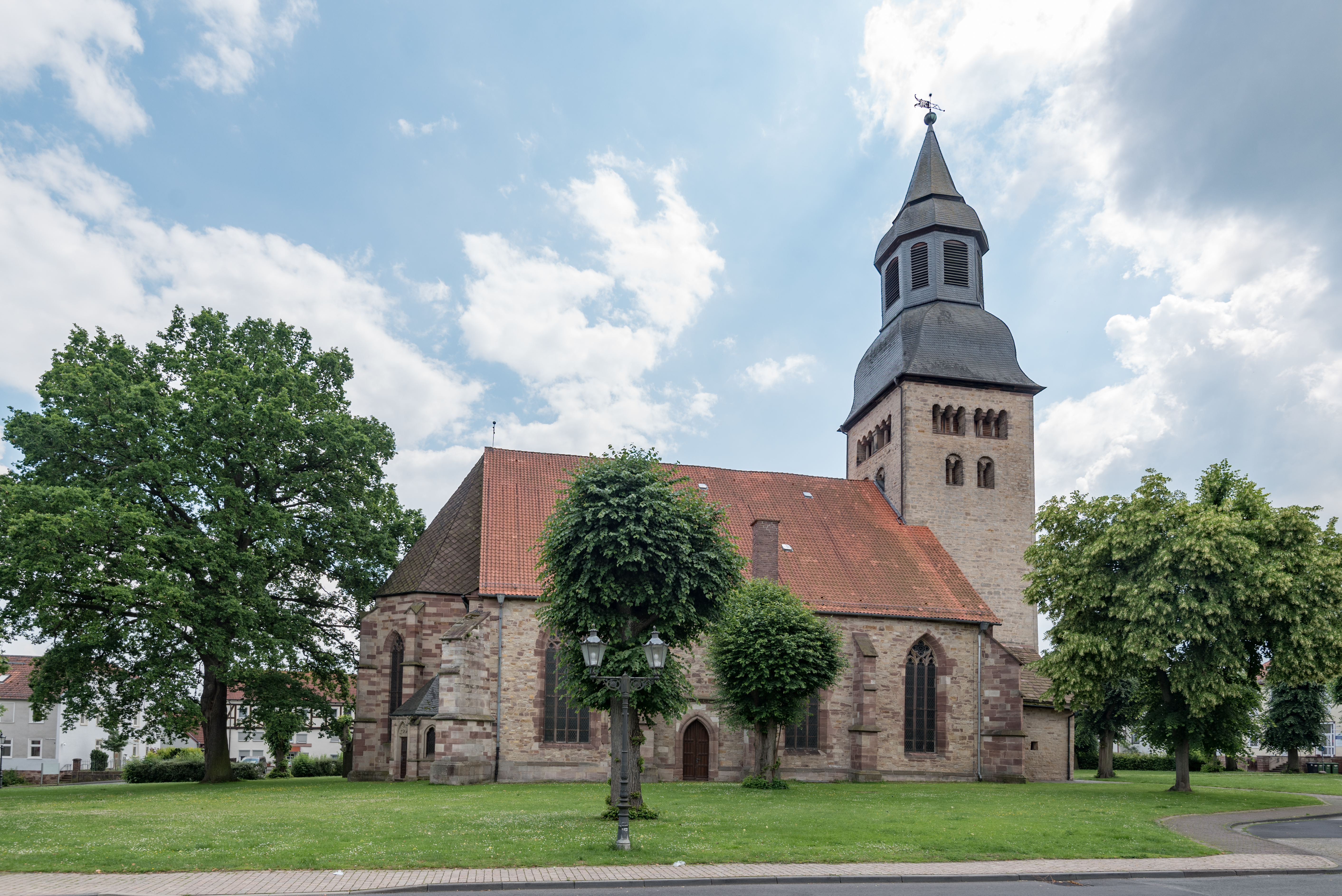
Straßenansicht

Die evangelische Altstädter Kirche ist die ab dem 12. Jahrhundert in der Altstadt von Hofgeismar errichtete Kirche.

## Geschichte
Stadtrechte erhielt die Siedlung „Hove Geismari“ 1223 durch den Mainzer Erzbischof Sigfried II., nachdem sie sich bereits zum Mittelpunkt eines Kirchsprengels entwickelt hatte. Der Archidiakonatssitz bestand mit einem Kollegiatstift an der Altstädter Liebfrauenkirche, die der Gottesmutter Maria geweiht worden war.
Zum weltlichen Machtbereich des Erzbistums Mainz gehörte damals auch der Bereich zwischen Diemel und oberer Weser. Aus den Gründerjahren der Stadt im 13. Jahrhundert stammt die heutige „Altstädter Kirche“, die ehemalige Stiftskirche St. Maria, mit deren Bau bereits in der ersten Hälfte des 12. Jahrhunderts in der Mainzer „Hovestätte Geismari“ begonnen wurde und in der sich heute der Hofgeismarer Passionsaltar aus dem frühen 14. Jahrhundert befindet.
Bereits im 16. Jahrhundert wurde aus der ehemaligen Stiftskirche das Gotteshaus der protestantischen Gemeinde in der Hofgeismarer Altstadt. Unter der Herrschaft des Landgrafen Philipp I. wurde Hofgeismar – inzwischen ein Städtchen der Landgrafschaft Hessen – protestantisch. Hessen gehörte neben Sachsen und Württemberg zu den Vorkämpfern der Reformation im Deutschen Reich.

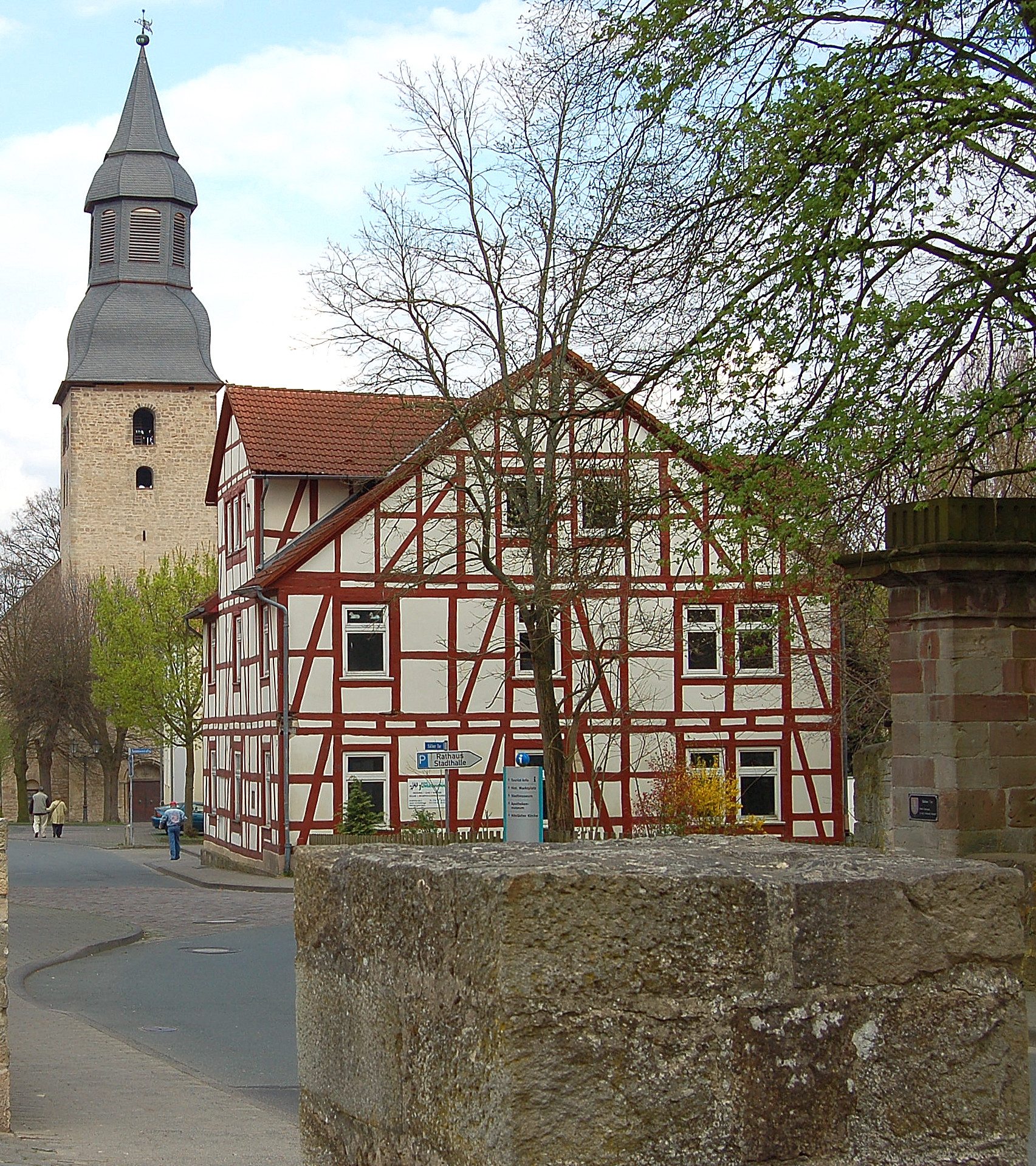
Blick vom Sälber Tor zur Altstädter Kirche

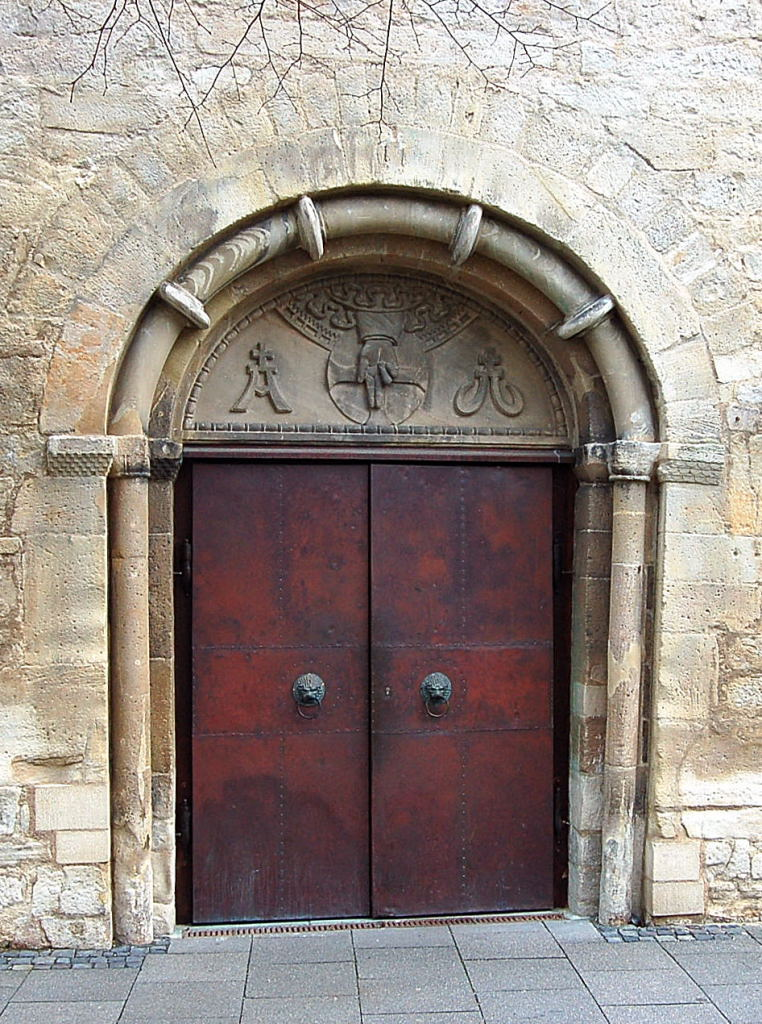
Alter Eingang zur Altstädter Kirche, heute ist der Haupteingang an der südlichen Seite.

## Architektur
Die einstige romanische Pfeilerbasilika wurde ab 1330 in eine gotische Hallenkirche umgewandelt und erfuhr anschließend noch verschiedene Umbauten. Im 19. Jahrhundert erhielt die Kirche einen neugotischen Chorabschluss und eine (verkleinerte) Sakristei in ebenfalls neugotischer Form.
Romanische Schallarkaden finden sich im Westturm, romanische Türzieher (Löwenkopf) am Westportal, das im 19. Jahrhundert erneuert wurde und durch das man heute in die Kirche gelangt. Dahinter liegt die Eingangshalle des ehemaligen Wehrturms, danach betritt man durch einen romanischen Gurtbogen hindurch das Kirchenschiff. Mit Ausnahme des Hauptaltars sind alle anderen Altäre der Kirche nicht mehr erhalten. Vor der Amtsübernahme der evangelischen Pfarrer zu Beginn des 16. Jahrhunderts sollen sich bis zu 15 Altäre in der ehemals katholischen Kirche befunden haben.
Carl Wiederhold malte die Kirche zwischen 1898 und 1899 aus. Seit der Restaurierung um 1960 ist die Ausmalung nicht mehr sichtbar und die heutige Existenz ungeklärt. Zugleich fand eine Gebäuderestaurierung mit Hilfe von Gustav Schönermark statt. Mit der Wiederhold’schen Wandmalerei begann man auch sämtliche Fenster der Kirche mit Glasmalerei der Gebrüder Ely auszuschmücken; 1913 wurde dies abgeschlossen.

## Hofgeismarer Passionsaltar
Zur wertvollen Ausstattung der Kirche gehört seit 1889 der Hofgeismarer Passionsaltar von etwa 1310, ein frühgotisches Tafelwerk, von dem die beiden Altarflügel mit jeweils zwei Feldern vorhanden sind. Es fehlt der Mittelteil mit wahrscheinlich vier Einzelfeldern.
Das Altarfragment lagerte bis 1862 auf dem Kirchengewölbe. In seiner ursprünglichen Form zeigte der Altar die Leidensgeschichte Jesu Christi, beginnend mit dem Gebet am Ölberg bis zur Auferstehung.

## Orgel
Die Orgel wurde 1983 von Gerhard Schmid (Kaufbeuren) gebaut und 2006 durch Elmar Krawinkel (Trendelburg) ausgereinigt und überarbeitet.
| I Koppelmanual C–g3 |

| II Hauptwerk C–g3 |       |
| Gedacktpommer     | 16′   |
| Prinzipal         | 8′    |
| Spitzflöte        | 8′    |
| Oktav             | 4′    |
| Koppelflöte       | 4′    |
| Gemsquinte        | 2 ⁄3′ |
| Waldflöte         | 2′    |
| Mixtur            | 1 ⁄3′ |
| Trompete          | 8′    |

| III Brustwerk C–g3 |        |
| Gedackt            | 8′     |
| Gamba              | 8′     |
| Rohrflöte          | 4′     |
| Nasat              | 2 ⁄3′  |
| Kleinpommer        | 2′     |
| Terz               | 1 3⁄5′ |
| Oktav              | 1′     |
| Cymbel             | 1⁄2′   |
| Dulcian            | 16′    |
| Oboe               | 8′     |
| Tremulant          |        |

| IV Solowerk C–g3   |    |
| Spanische Trompete | 8′ |
| Vox humana         | 8′ |
| Cornett            |    |
| Tremulant          |    |

| Pedal C–f1    |        |
| Subbass       | 16′    |
| Oktavbass     | 8′     |
| Holzflöte     | 8′     |
| Großterz      | 6 2⁄5′ |
| Choralbass    | 4′     |
| Weitprinzipal | 2′     |
| Posaune       | 16′    |
| Trompete      | 4′     |

- Koppeln: II/P, III/P, IV/P, IV/I

Anmerkungen:
1. ↑  Die Manuale II und III sind dauerhaft an I gekoppelt.
2. 1 2  Brustwerk schwellbar, Solowerk teilweise schwellbar
3. ↑  Ergänzung 2006